# Husk of Eden
Husk of Eden (ハスク・エディン, Husk Eden, littéralement « L'Enveloppe du Paradis ») est un shōjo manga de Kisaragi Yoshinori, prépublié depuis mai 2012 dans le magazine Monthly Comic Zero Sum et publié par l'éditeur Ichijinsha en volumes reliés depuis novembre 2012. La version française est éditée par Doki-Doki depuis le 8 octobre 2014.

## Analyse
Le concept du manga provient d'une demande de l'éditrice à l'auteur en août 2011, qui souhaitait « lire une histoire dont le personnage principal changerait à chaque épisode ».

## Liste des volumes
| no | Japonais         | Japonais          | Français         | Français          |
| no | Date de sortie   | ISBN              | Date de sortie   | ISBN              |
| --- | ---------------- | ----------------- | ---------------- | ----------------- |
| 1 | 24 novembre 2012 | 978-4-7580-5761-5 | 8 octobre 2014   | 978-2-81893-182-0 |
| Liste des chapitres : - Chapitre 1 : Les Soldats d'Eldorado - Melka Dracea - Chapitre 2 : La Lune carrée - Ezer Macola (1re partie) - Chapitre 3 : La Lune carrée - Ezer Macola (2e partie) - Chapitre 4 : La Lune carrée - Ezer Macola (3e partie) - Chapitre 5 : L'Enveloppe cassée |                  |                   |                  |                   |
| 2 | 25 mai 2013      | 978-4-7580-5818-6 | 3 décembre 2014  | 978-2-81893-231-5 |
| Liste des chapitres : - Chapitre 6 : La Petite Princesse - Chapitre 7 : La Petite Princesse - Lily Ansiri (1re partie) - Chapitre 8 : La Petite Princesse - Lily Ansiri (2e partie) - Chapitre 9 : La Petite Princesse - Lily Ansiri (3e partie) - Chapitre 10 : La Petite Princesse - Lily Ansiri (4e partie) - Chapitre 11 : La Petite Princesse - Lily Ansiri (5e partie) |                  |                   |                  |                   |
| 3 | 25 mars 2014     | 978-4-7580-5900-8 | 4 février 2015   | 978-2-81893-267-4 |
| Liste des chapitres : - Chapitre 12 : Le pays sans nom (1re partie) - Chapitre 13 : Le pays sans nom (2e partie) - Chapitre 14 : Le pays sans nom (3e partie) - Chapitre 15 : Le chef qui invoquait le printemps - Rebecca Ruben - Chapitre 16 : Le chef qui invoquait le printemps - Gad Siméon (1re partie) - Chapitre 17 : Le chef qui invoquait le printemps - Gad Siméon (2e partie) - Chapitre 18 : Le chef qui invoquait le printemps - Gad Siméon (3e partie) - Chapitre 19 : Le chef qui invoquait le printemps - Gad Siméon (4e partie) - Chapitre 20 : L'approche du printemps |                  |                   |                  |                   |
| 4 | 25 mars 2015     | 978-4-7580-3028-1 | 7 septembre 2016 | 978-2-81893-368-8 |

### Édition japonaise
Ichijinsha
1. 1 2  (ja) « Tome 1 »(Archive.org • Wikiwix • Archive.is • Google • Que faire ?).
2. 1 2  (ja) « Tome 2 »(Archive.org • Wikiwix • Archive.is • Google • Que faire ?).
3. 1 2  (ja) « Tome 3 »(Archive.org • Wikiwix • Archive.is • Google • Que faire ?).
4. 1 2  (ja) « Tome 4 »(Archive.org • Wikiwix • Archive.is • Google • Que faire ?).

### Édition française
Doki-Doki
1. 1 2  (fr) « Vol.1 Husk of Eden - Manga », sur manga-news.com (consulté le 29 avril 2021).
2. 1 2  (fr) « Vol.2 Husk of Eden - Manga », sur manga-news.com (consulté le 29 avril 2021).
3. 1 2  (fr) « Vol.3 Husk of Eden - Manga », sur manga-news.com (consulté le 29 avril 2021).
4. 1 2  (fr) « Vol.4 Husk of Eden - Manga », sur manga-news.com (consulté le 29 avril 2021).